# Storängen, Karlskoga
För andra betydelser, se Storängen (olika betydelser).

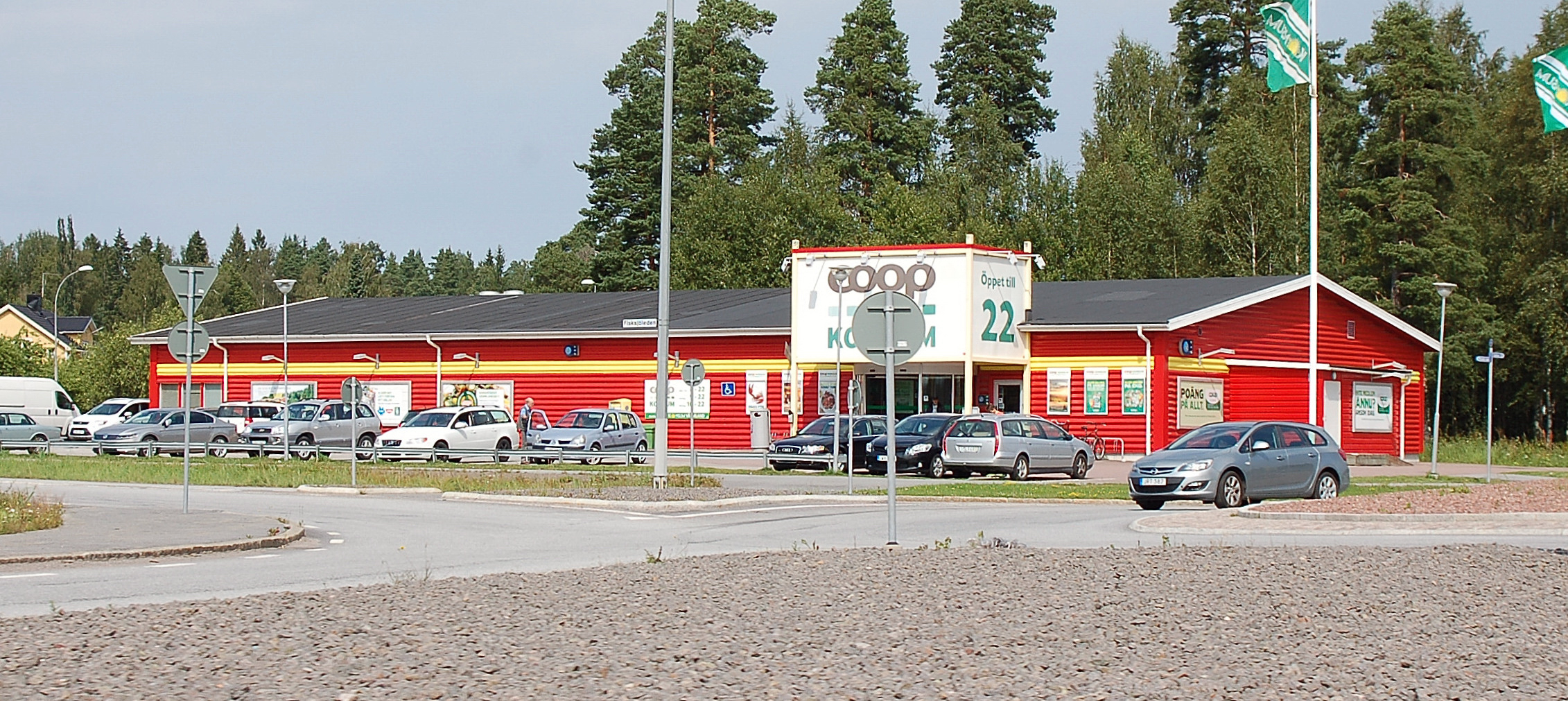
Coop i Storängen

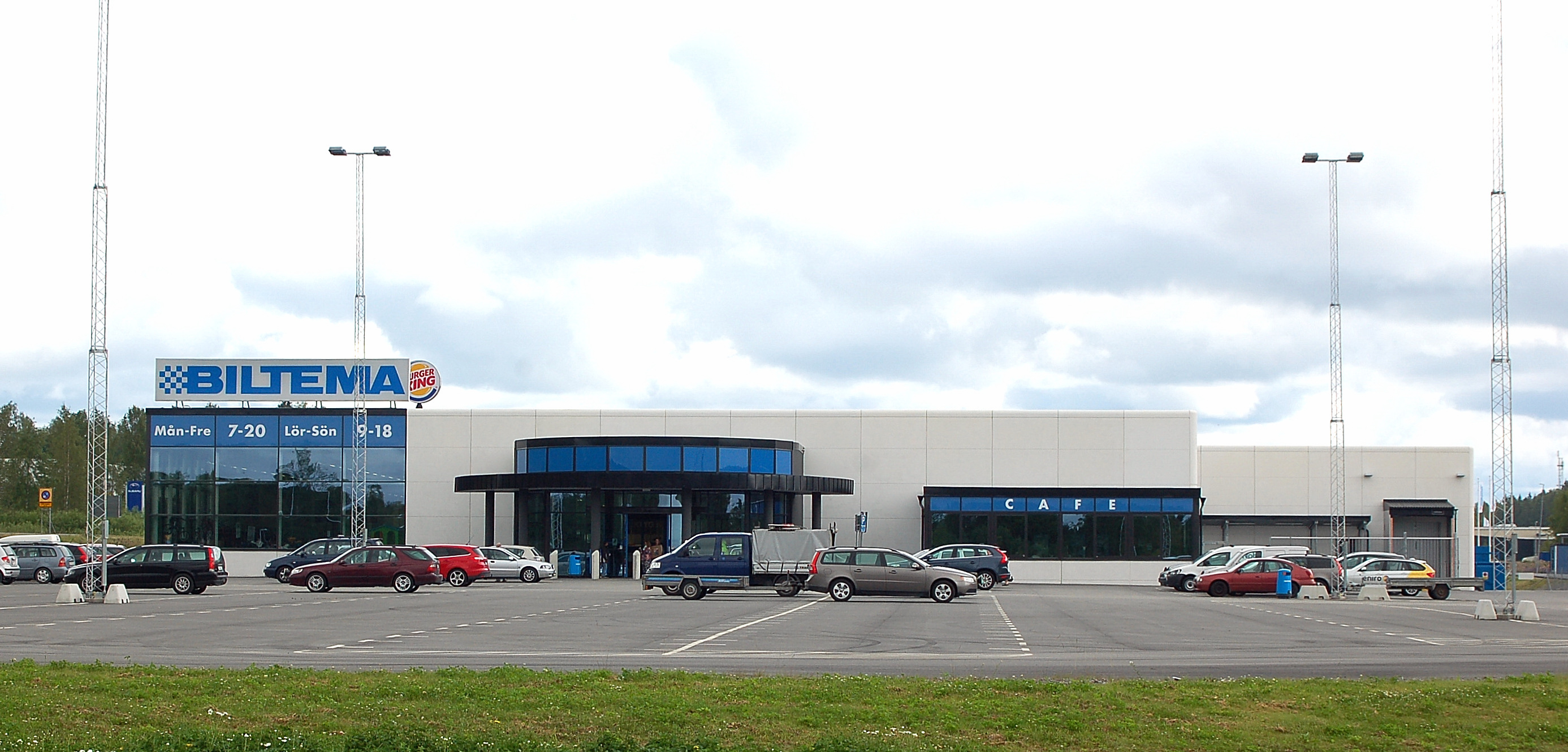
Biltema i Karlskoga

Storängen är ett handelsområde och bostadsområde i södra Karlskoga, beläget söder om Aggerud, norr om Äspenäs, väster om Finnebäck och Storängsstrand.  
Länsväg 243 passerar genom området. Stadsdelen är framförallt präglad av butiksverksamhet. I stadsdelen finns butiker och restauranger som till exempel Burger King, Biltema, Rusta, Dollarstore, Jysk, Coop och Mekonomen. Utöver butiksverksamheter finns kommunala servicecenter. Däribland ett produktionskök som förser förskolorna i Karlskoga och Degerfors kommuner med mat. Vidare finns här industribyggnader, träningslokaler och lagerbyggnader.  

## Historik
Gården Storängen finns upptagen i något slags register någon gång mellan 1580 och 1600.
Storängen var tidigare upptaget som ett länsmansboställe.
1942 utreddes ett område i höjd med Storängen som alternativ placering åt Bergslagens artilleriregemente.